# Regione dell'Est (Burkina Faso)
La regione dell'Est (ufficialmente Est, in francese) era una delle regioni del Burkina Faso. La capitale della regione era Fada N'gourma. La regione si trovava all'estremità sudorientale del Paese, al confine con Togo, Benin e Niger.
La riforma amministrativa di luglio 2025 ha stabilito di suddividere la regione in tre: quella di Sirba, quella di Tapoa e quella di Goulmou. 

## Province
La regione era suddivisa in 5 province:
- Gnagna
- Gourma
- Komandjoari
- Kompienga
- Tapoa